# Балачи (Телеорман)
Балачи (рум. Balaci) насеље је у Румунији у округу Телеорман у општини Балачи. Oпштина се налази на надморској висини од 147 m.

## Становништво
Према подацима из 2002. године у насељу је живело 2538 становника, од којих су сви румунске националности.

### Хронологија
| Година       | 1992 | 1993 | 1994 | 1995 | 1996 | 1997 | 1998 | 1999 | 2000 | 2001 | 2002 | 2003 | 2004 | 2005 | 2006 | 2007 | 2008 | 2009 | 2010 | 2011 | 2012 | 2013 | 2014 | 2015 | 2016 | 2017 |
| ------------ | ---- | ---- | ---- | ---- | ---- | ---- | ---- | ---- | ---- | ---- | ---- | ---- | ---- | ---- | ---- | ---- | ---- | ---- | ---- | ---- | ---- | ---- | ---- | ---- | ---- | ---- |
| Становништво | 2835 | 2734 | 2657 | 2597 | 2590 | 2537 | 2495 | 2439 | 2434 | 2408 | 2342 | 2284 | 2240 | 2190 | 2146 | 2099 | 2064 | 2030 | 1991 | 1952 | 1901 | 1831 | 1768 | 1713 | 1681 | 1623 |